# ECAHA 1906

Otvoritvena sezona 1906 lige ECAHA je potekala od 3. januarja do 10. marca. Moštva so igrala deset tekem. Ottawa Hockey Club in Montreal Wanderers so bili izenačeni po koncu redne sezone z razmerjem zmag in porazov 9-1. Ottawa in Wanderersi so igrali dvotekemsko končnico za končno zmago in določitev zmagovalca Stanleyjevega pokala. Wanderersi so zmagali z 9-1 in 3-9 (skupni izid 12-10). 

## Ligaške zadeve

### Izvršilni odbor
Začetni:
- Howard Wilson, Montreal (predsednik)
- G. P. Murphy, Ottawa (1. podpredsednik)
- Dr. Cameron (2. podpredsednik)
- James Strachan, Wanderers (tajnik-blagajnik)

Po 20. decembru:
- Howard Wilson, Montreal (predsednik)
- William Northey, Montreal Arena Corp. (tajnik-blagajnik)

### Spremembe pravil
- Moštva so morala uvesti časomerilce za vsako tekmo
- Sprejet je bil sistem dveh sodnikov na vsaki tekmi
- Nov pokal Areny Trophy je bil podeljen zmagovalcu redne sezone
- Za sprejetje novih moštev v ligo je bila potrebna tričetrtinska večina
- V primeru izstopa moštva se vse njegove odigrane tekme obravnavajo za preklicane
- Kazen za zamudo z začetkom tekme 25 $, in
- Pribitek 50 $ za pritožbo na kazen, nepovratni.

## Redna sezona
Ottawa je med sezono odigrala dva izziva za Stanleyjev pokal. Premagala je OHA prvaka Queen's College of Kingston in FAHL prvaka Smiths Falls.

### Vrhunci
Sezona je videla mnogo novih igralcev. Wanderersi so pripeljali Lesterja Patricka, Ernieja Johnsona in Ernieja Russella, Ottawa je pripeljala Harryja in Tommyja Smitha, Joe Hall pa se je pridružil Quebecu. 
Fred Brophy, član Montreal HC, je ponovil svoje strelsko razpoloženje in znova zadel z vratarskega položaja na tekmi proti moštvu Montreal Victorias 7. marca. 
Liga je videla veliko zadetko. Harry Smith je bil uspešen 31-krat v 8 tekmah, Russell Bowie 30-krat v 9 tekmah in Frank McGee 28-krat v 7 tekmah. Smith je zadel 6 golov na eni tekmi in 5 na drugi, oboje pa je presegel 17. februarja proti Shamrocksom, ko je zabeležil 8 zadetkov. McGee je njegov rekord izenačil 3. marca z 8 goli proti moštvu Montreal HC. Sedem drugih igralcev je zadelo vsaj 5-krat na posamezni tekmi. 

### Končna lestvica
Uvrščena v dvotekemsko končnico sta napisana krepko.
| Moštvo               | OT | Z | P  | R | GF | GA |
| -------------------- | -- | - | -- | - | -- | -- |
| Ottawa Hockey Club   | 10 | 9 | 1  | 0 | 90 | 42 |
| Montreal Wanderers   | 10 | 9 | 1  | 0 | 74 | 38 |
| Montreal Victorias   | 10 | 6 | 4  | 0 | 76 | 73 |
| Quebec Bulldogs      | 10 | 3 | 7  | 0 | 57 | 70 |
| Montreal Hockey Club | 10 | 3 | 7  | 0 | 49 | 63 |
| Montreal Shamrocks   | 10 | 0 | 10 | 0 | 30 | 90 |

### Izidi
| Mesec   | Dan | Gosti     | Izid | Gostitelji | Izid  |
| ------- | --- | --------- | ---- | ---------- | ----- |
| Januar  | 3   | Montreal  | 9    | Shamrocks  | 3     |
| Januar  | 6   | Quebec    | 3    | Ottawa     | 6     |
| Januar  | 6   | Wanderers | 11   | Victorias  | 5     |
| Januar  | 10  | Victorias | 9    | Shamrocks  | 7     |
| Januar  | 13  | Quebec    | 10   | Victorias  | 11 OT |
| Januar  | 13  | Wanderers | 4    | Ottawa     | 8     |
| Januar  | 17  | Shamrocks | 2    | Wanderers  | 3 OT  |
| Januar  | 20  | Wanderers | 6    | Quebec     | 5     |
| Januar  | 20  | Ottawa    | 4    | Montreal   | 1     |
| Januar  | 24  | Victorias | 11   | Shamrocks  | 2     |
| Januar  | 27  | Quebec    | 3    | Shamrocks  | 1     |
| Januar  | 27  | Victorias | 6    | Ottawa     | 11    |
| Januar  | 31  | Wanderers | 6    | Montreal   | 2     |
| Februar | 3   | Victorias | 6    | Quebec     | 2     |
| Februar | 3   | Ottawa    | 3    | Wanderers  | 5     |
| Februar | 7   | Montreal  | 4    | Shamrocks  | 1     |
| Februar | 10  | Shamrocks | 8    | Quebec     | 14    |
| Februar | 10  | Ottawa    | 10   | Victorias  | 4     |
| Februar | 14  | Wanderers | 6    | Montreal   | 2     |
| Februar | 17  | Shamrocks | 2    | Ottawa     | 13    |
| Februar | 17  | Quebec    | 7    | Montreal   | 6 OT  |
| Februar | 21  | Wanderers | 9    | Victorias  | 4     |
| Februar | 25  | Ottawa    | 9    | Shamrocks  | 3     |
| Februar | 25  | Montreal  | 5    | Quebec     | 2     |
| Februar | 28  | Victorias | 6    | Montreal   | 5     |
| Marec   | 3   | Montreal  | 9    | Ottawa     | 14    |
| Marec   | 3   | Quebec    | 6    | Wanderers  | 9     |
| Marec   | 7   | Montreal  | 6    | Victorias  | 14    |
| Marec   | 10  | Ottawa    | 12   | Quebec     | 5     |
| Marec   | 10  | Wanderers | 15   | Shamrocks  | 1     |

### Vratarji
| Vratar        | Klub      | OT | GA | SO | GAA  |
| ------------- | --------- | -- | -- | -- | ---- |
| Menard, Henri | Wanderers | 10 | 38 |    | 3.8  |
| Hague, Billy  | Ottawa    | 10 | 42 |    | 4.2  |
| Brophy, Fred  | Montreal  | 10 | 63 |    | 6.3  |
| Frye, Nathan  | Victorias | 8  | 52 |    | 6.5  |
| Moran, Paddy  | Quebec    | 10 | 70 |    | 7.0  |
| Kenny         | Shamrocks | 8  | 64 |    | 8.0  |
| Waugh, Oswald | Victorias | 2  | 21 |    | 10.5 |
| Brennan, Jack | Shamrocks | 2  | 26 |    | 13.0 |

### Vodilni strelci
| Igralec         | Klub      | OT | G  |
| --------------- | --------- | -- | -- |
| Smith, Harry    | Ottawa    | 8  | 31 |
| Bowie, Russell  | Victorias | 9  | 30 |
| McGee, Frank    | Ottawa    | 7  | 28 |
| Power, Joe      | Quebec    | 10 | 21 |
| Russell, Ernie  | Wanderers | 6  | 21 |
| Smaill, Walter  | Montreal  | 10 | 17 |
| Patrick, Lester | Wanderers | 9  | 17 |
| Jordan, Herb    | Quebec    | 8  | 16 |
| Smith, Alf      | Ottawa    | 10 | 13 |
| Johnson, Ernie  | Montreal  | 10 | 12 |

## Končnica

### Izzivi za Stanleyjev pokal
Ottawa je igrala dva izziva za pokal med redno sezono, proti OHA prvaku Queen's College of Kingston in FAHL prvaku Smiths Falls. 

#### Queen's: Ottawa
| Datum                                    | Zmagovalec | Izid | Poraženec          | Lokacija    |
| ---------------------------------------- | ---------- | ---- | ------------------ | ----------- |
| 27. februar 1906                         | Ottawa     | 16–7 | Queen's University | Dey's Arena |
| 28. februar 1906                         | Ottawa     | 12–7 | Queen's University | Dey's Arena |
| Ottawa je zmagala s skupnim izidom 28-14 |            |      |                    |             |

#### Smiths Falls: Ottawa
| Datum                                   | Zmagovalec | Izid | Poraženec    | Lokacija    |
| --------------------------------------- | ---------- | ---- | ------------ | ----------- |
| 6. marec 1906                           | Ottawa     | 6–5  | Smiths Falls | Dey's Arena |
| 8. marec 1906                           | Ottawa     | 8–2  | Smiths Falls | Dey's Arena |
| Ottawa je zmagala s skupnim izidom 14-7 |            |      |              |             |

### Končnica ECAHA
Ker sta bili po redni sezoni dve moštvi izenačeni po točkah, so branilci naslova Ottawa in Wanderersi igrali dvotekemsko končnico, kateri zmagovalcu se je podelil Stanleyjev pokal. Končnica se je odvila 14. marca v Montrealu in 17. marca v Ottawi. Skupni izid je bil 12-10 (9-1, 3-9) v korist Wanderersov. 

#### Prva tekma
Ottawa je bila na stavnicah favorit, kvote so bile postavljene pri 2-1 v korist Ottawe. Kljub temu so Wanderersi ujezili stavničarje.  Na prvi tekmi v Montrealu so gostitelji dominirali proti Ottawi. Za zmago z 9-1 so psokrbeli Ernie Russell (4 zadetki), Frank Glass (3) in Moose Johnson (2). 

#### Druga tekma
Po prvi tekmi je Ottawa zamenjala vratarja Billyja Hagueja z vratarjem moštva Smiths Falls Percyjem LeSueurjem, ki je tako na drugi tekmi prvič nastopil za svoj novi klub. Čeprav je Ottawa zaostajala za 8 golov, je bilo zanimanje za tekmo veliko. Prodaja vstopnic na dan tekme je privedla do gneče, katere rezultat je bilo počeno okno prodajalca vstopnic. Dvorana Dey's Arena je bila prilagojena, da je lahko sprejela več obiskovalcev, kar je vključevalo postavitev začasnih nepokritih sedežev, odstranitev glavne tribune, ki so jo uporabili za novinarsko območje, in vstavitev novinarskega območja, povezanega s škarnico. Preko 5.400 ljudi je obiskalo tekmo in najvišje vstopnice za 2 $ so se prodajale za 10 $. Za tekmo so se močno zanimale tudi stavnice, ki so zabeležile rekordno stavo, vredno 12.000 $. 
Po dvanajstih minutah je zadel igralec Wanderersov Moose Johnson in še povišal prednost na devet zadetkov. Ottawa je preko Franka McGeeja, Harryja Smitha in še enkrat McGeeja do polčasa izid znižala na 10-4. Smith je z zadetkom odprl drugi polčas, sledil mu je še Rat Westwick. Westwick je zadel še enkrat in s tem skupni izid spravil do 10-7, preden je udaril Harry Smith s tremi zaporednimi goli, s čimer je bil rezultat druge tekme 9-1. Deset minut pred koncem sta bili moštvi v skupnem izidu izenačeni, kar so gledalci nagradili s petminutnimi stoječimi ovacijami.  Sedem minut pred koncem je bil Smith poslan z ledu do konca tekme, Lester Patrick je zadel 90 sekund do konca in povedel Wandererse znova v vodstvo. Patrick je nato tekmo ohladil, ko je nekaj sekund pred sireno zadel še svoj drugi gol. Obdobje vladavine Ottawe (katere vzdevek je bil Silver Seven-Srebrnih sedem) je bilo končano. 
Časnik Toronto Globe je tekmo oklical za "največjo hokejsko tekmo, kadarkoli odigrano na kanadskem ledu, ali kjerkoli drugje."  Časnik Sporting News jo je kasneje imenoval "Največja hokejska tekma v zgodovini".  Moose Johnson je po tekmi končal s cilindrom generalnega guvernerja. Cilinder so zbili z glave Earla Greya in navijač ga je pobral in ga kasneje v slačilnici dal Johnsonu. 
| Datum                                     | Zmagovalec         | Izid | Poraženec          | Lokacija       |
| ----------------------------------------- | ------------------ | ---- | ------------------ | -------------- |
| 14. marec 1906                            | Montreal Wanderers | 9–1  | Ottawa             | Montreal Arena |
| 17. marec 1906                            | Ottawa             | 9–3  | Montreal Wanderers | Dey's Arena    |
| Montreal je zmagal s skupnim izidom 12-10 |                    |      |                    |                |

Zaradi igranja končnice ni bilo nobenih izzivov za Stanleyjev pokal s strani zahodnih moštev do naslednje zime. Ottawa je tisto sezono zmagala na dveh izzivih, kar je pomenilo, da je sezona 1906 prinesla ligi dva zmagovalca Stanleyjevega pokala: Ottawo do marca in Montreal Wandererse do konca leta.

## Ottawa Hockey Club, zmagovalci Stanleyjevega pokala, januar 1906

### Postava
Centri
- Tommy Smith (center)
- Frank McGee (rover)

  Krila
- Hamilton Billy Gilmour
- Harry Smith
- Harry Westwick (prav tako rover)
- Jack Ebbs
- Coo Dion
- Alf Smith (igralec-trener)

  Branilci
- Harvey Pulford (point-kapetan),
- Arthur Moore (coverpoint),
- Rod Kennedy (coverpoint)

  Vratarji
- Billy Hague

  Neigralci
- G.P. Murphy (predsednik), Robert Shillington (poslovodja)
- Patrick Basketville (blagajnik), Thomas D'Arcy McGee (tajnik)
- Halder Kirby (zdravnik), David Barred (moštveni zobozdravnik)
- Llewellyn Bates, J.P. Dickson, Martin Rosenthal, Charles Sparks (direktorji)
- Pete Green (pomočnik), Mac MacGilton (pomočnik trenerja)

Nobena fotografija Ottawe iz 1906 z vsemi funkcionarji ni bila najdena.

### Vrezano v Stanleyjev pokal
Med 1903 in 1906 je Ottawa vrezala vsako od 10 izzivov za Stanleyjev pokal, ki so jih zmagali, in moštva, proti katerim so igrali, zunaj čaše. Prvih 8 izzivov je razvrščenih ločeno, medtem ko sta oba izziva iz 1906 postavljena v isto mesto.

## Montreal Wanderers, zmagovalci Stanleyjevega pokala, marec 1906

### Postava
Napadalci
- Frank "Pud" Glass (rover)
- Lester Patrick (rover)
- Josh Arnold
- Ernie Moose Johnson
- Ernie Russell

  Branilci
- Cecil Blachford (point-rover-kapetan)
- Billy Strachan (point)
- Rod Kennedy (coverpoint)

  Vratarji
- Henri "Doc" Menard

  Neigralci
- James Strachan (predsednik)
- Dickie Boon (direktor)
- Paul Lefbvre (trener)

(Moštvena fotografija vključuje 9 igralcev, 9 neigralcev in še maskoto. Imena samo treh neigralcev so znana.)

### Vrezano v Stanleyjev pokal
Wanderersi so vrezali svoje ime na vrh zunaj čaše. Prav tako so vključili izzive, datume in rezultate, ki se nizajo vse okoli pokala. 